# Saint-Sébastien-d’Aigrefeuille
Saint-Sébastien-d’Aigrefeuille – miejscowość i gmina we Francji, w regionie Oksytania, w departamencie Gard.
Według danych na rok 1990 gminę zamieszkiwało 357 osób, a gęstość zaludnienia wynosiła 23 osoby/km² (wśród 1545 gmin Langwedocji-Roussillon Saint-Sébastien-d’Aigrefeuille plasuje się na 590. miejscu pod względem liczby ludności, natomiast pod względem powierzchni na miejscu 517.).